# José Wallenstein
José Manuel Franco Wallenstein Teixeira (Lisboa, 18 de Outubro de 1959) é um ator e encenador português.

## Família
Wallenstein nasceu em Lisboa, numa família com uma forte ligação às artes performativas; de ascendência açoriana e alemã. O pai era o actor e encenador Carlos Wallenstein (1926-1990) e, a mãe era a actriz, professora e encenadora Maria do Bom Sucesso Wallenstein (1927-2007), trineta do 1.º Visconde de Faria e Maia, sobrinha-bisneta do 1.º Conde dos Fenais, trineta do 2.º Barão da Fonte Bela e tetraneta do 1.º Barão da Fonte Bela e de sua mulher a 1.ª Condessa da Fonte Bela. Tem três irmãos: Miguel, Madalena e Pedro. É tio paterno de Catarina Wallenstein e de Tomás Wallenstein.

## Carreira
Bacharelou-se em Teatro (Formação de Actores), pela Escola Superior de Teatro e Cinema de Lisboa (1985), iniciando uma carreira no teatro. Foi dirigido por encenadores como Luís Miguel Cintra, Ricardo Pais, Rogério Vieira, Fernanda Lapa, Filipe La Féria, Gastão Cruz, Miguel Guilherme, Jorge Listopad, Carlos Avilez ou Rui Mendes.
A sua interpretação em A Grande Paz, de Edward Bond (1987), valer-lhe-ia no mesmo ano o Prémio de Melhor Actor de Teatro da Associação Portuguesa de Críticos de Teatro. Em 1988 foi nomeado para o Prémio Garrett, da Secretaria de Estado da Cultura pelo desempenho em Três Irmãs, de Anton Tchekhov.
Estreou-se no cinema com uma aparição na longa-metragem Francisca de Manoel de Oliveira (1981), iniciando uma colaboração regular com o cineasta (1985 - Le Soulier de Satin, 1991 - A Divina Comédia, 1994 - A Caixa, 2001 - Porto da Minha Infância, 2004 - O Quinto Império, 2006 - Espelho Mágico). Salienta ainda as participações em O Fatalista de João Botelho (2005), Camarate de Luís Filipe Rocha (2001), A Janela (2001) e Manuel de Evasão (1994) de Edgar Pêra, …Quando Troveja de Manuel Mozos (1999), A Sombra dos Abutres de Leonel Vieira (1998), Terra Fria de António Campos (1992), Rosa Negra de Margarida Gil (1992), Repórter X (1987) e Mar à Vista (1989) de José Nascimento ou Dans La Ville Blanche de Alain Tanner (1983).
Popularizado pela televisão, participou em diversas séries (1992 - O Quadro Roubado, 1997 - Riscos, 1998 - Ballet Rose de Francisco Moita Flores, 1998 e 1999 - Major Alvega, 2000 - A Febre do Ouro Negro de Francisco Moita Flores, 2005 - Até Amanhã Camaradas de Joaquim Leitão e 2007 - Conta-me como Foi), telefilmes (2000 - Um Passeio no Parque de Marie Brand, 1991 – Daisy: Um Filme para Fernando Pessoa de Margarida Gil, 1992 - Uma Mulher Livre de Luís Filipe Costa, 1987 - Era Uma Vez um Alferes de Luís Filipe Costa) e novelas (2006/2007 - Tempo de Viver, 2007 - Ilha dos Amores, 2008/2009 - Olhos nos Olhos, 2011/2012 - Anjo Meu,2013/2014  - Belmonte). Fez parte do elenco principal onde co-protagonizou a novela A Única Mulher (2015/2017) no papel de Jorge Sacramento. Fez parte do elenco principal da novela Ouro Verde (2017) no papel de Joaquim Fernandes e da novela A Herdeira (2017/2018) no papel de "Zé Avelino Videira". Atualmente faz parte do elenco principal da novela A Promessa (2024), no papel de "António Fontes-Morais".
Como encenador, a partir da década de 1990, peças de autores como Nigel Williams, Nick Grosso, Franz Kafka, Bertolt Brecht, Peter Handke ou Carlo Goldoni. No âmbito da Lisboa94 - Capital Europeia da Cultura dirigiu o espectáculo E no Intervalo Faz-se Qualquer Coisa (Teatro da Cornucópia). Foi também director artístico do Teatro Nacional de São João. É sócio-fundador do projecto Pro Tea e colaborou como encenador no Teatro Bruto e Visões Úteis. Encenou ainda óperas de compositores como Kurt Weill, Igor Stravinski, Harrison Birtwistle e António Pinho Vargas. Recebeu o Prémio para a Melhor Produção do Ano, atribuído pela Associação Portuguesa de Críticos de Teatro, pela sua encenação de Estrelas na Manhã de Alexander Galine no Grupo de Teatro Hoje.
Dirigiu acções pedagógicas e leccionou no campo da interpretação para teatro no Chapitô, Balleteatro, Universidade Moderna e Escola Superior de Teatro e Cinema de Lisboa. Lecciona a disciplina de Cenografia, no Curso de Mestrado de Arquitectura e Urbanismo do ISCTE-IUL.

## Vida pessoal
Foi casado com Vera Castro, figurinista, cenógrafa, pintora cujo trabalho assinou das melhores páginas da história dos figurinos para teatro e dança em Portugal. Tiveram um filho de nome Simão que acabou por falecer devido a complicações associadas à trissomia 21.
Casou a 27 de Junho de 2009 com Clara Quintão Pereira Jardim Portela (2 de Junho de 1967) de quem tem uma filha de nome, Laura que nasceu em Agosto de 2011. José e Clara separam-se no mesmo ano.
Iniciou uma relação com Filipa Galante em 2013 da qual tem um filho de nome António Franco Galante Wallenstein que nasceu a 17 de setembro de 2014.

## Filmografia

### Cinema
- Francisca, 1981
- A Divina Comédia, 1991
- A Sombra dos Abutres, 1997
- Amo-te Teresa, 2000
- Camarate, 2001
- Duplo Exílio, 2001
- Porto da Minha Infância, 2001
- O Fatalista, 2005
- Alice, 2005
- Espelho Mágico, 2005
- Viagem a Portugal, 2011
- Eclipse em Portugal, 2014

### Televisão
| Ano         | Projeto                          | Papel                  | Notas                 | Canal |
| ----------- | -------------------------------- | ---------------------- | --------------------- | ----- |
| 1985 - 1986 | Zarabadim                        | João                   | Protagonista          | RTP1  |
| 1997        | Riscos                           | Abel                   | Elenco Adicional      | RTP1  |
| 1998        | Vidas Proíbas                    | Dr. Augusto            |                       | RTP1  |
| 2000        | Amo-te Teresa                    | Vítor                  | Elenco Principal      | SIC   |
| 2000        | Jornalistas                      | Armando                | Participação Especial | SIC   |
| 2004        | Só Gosto de Ti                   | Pedro                  | Protagonista          | SIC   |
| 2004 - 2005 | Inspetor Max                     | Bruno Rocha            | Participação Especial | TVI   |
| 2005        | Até Amanhã, Camaradas            | Fialho                 | Elenco Principal      | SIC   |
| 2006 - 2007 | Tempo de Viver                   | Fausto Martins de Melo | Antagonista           | TVI   |
| 2007        | Nome de Código: Sintra           | Manuel Silveira        | Participação Especial | RTP1  |
| 2007        | Ilha dos Amores                  | Francisco Varela       | Participação Especial | TVI   |
| 2008 - 2009 | Olhos nos Olhos                  | Leonardo Viana Levi    | Antagonista           | TVI   |
| 2008        | Casos da Vida (Noivas de Maio)   | Jorge                  | Elenco Principal      | TVI   |
| 2008        | Casos da Vida (Anjos de Serviço) | Dr. Henrique Schneider | Elenco Principal      | TVI   |
| 2008 - 2009 | Conta-me como Foi                | Sebastião Costa Lemos  | Participação Especial | RTP1  |
| 2009        | Equador                          | Thomas                 | Elenco Principal      | TVI   |
| 2009 - 2010 | Meu Amor                         | Alberto Fonseca        | Elenco Principal      | TVI   |
| 2010        | Regresso a Sizalinda             | Notário                | Elenco Principal      | RTP1  |
| 2011 - 2012 | Anjo Meu                         | Basílio Garcia         | Elenco Principal      | TVI   |
| 2012 - 2013 | Louco Amor                       | Lourenço Marques       | Participação Especial | TVI   |
| 2013 - 2014 | Belmonte                         | Miguel Milheiro        | Elenco Principal      | TVI   |
| 2015 - 2017 | A Única Mulher                   | Jorge Sacramento       | Co-Protagonista       | TVI   |
| 2017        | Ouro Verde                       | Joaquim Fernandes      | Elenco Principal      | TVI   |
| 2017 - 2018 | A Herdeira                       | Zé Avelino Videira     | Co-Protagonista       | TVI   |
| 2019 - 2020 | Prisioneira                      | Júlio Cunha            | Elenco Principal      | TVI   |
| 2023 - 2024 | Flor sem Tempo                   | Luís Maria Soares      | Antagonista           | SIC   |
| 2024 - 2025 | A Promessa                       | António Fontes Morais  | Co-Protagonista       | SIC   |
| 2025 - 2026 | Terra Forte                      | Álvaro Goulart         | Antagonista           | TVI   |